# 維德羅德任尼亞 (佩特羅拉夫利夫卡區)
48°17′14″N 36°17′5″E / 48.28722°N 36.28472°E
維德羅德任尼亞（烏克蘭語：Відродження），是烏克蘭的村落，位於該國中部第聶伯羅彼得羅夫斯克州，由佩特羅拉夫利夫卡區負責管轄，處於恰普利納河右岸，海拔高度93米，2001年人口93。